# Stenholt Mølle
Stenholt Mølle  er en nu nedlagt vandmølle ved Fønstrup bæk, syd for Nøddebo og nær sydenden af  Esrum Sø. Stenholt Mølles historie går tilbage til 1100-tallet, hvor Valdemar den Store testamenterede Stenholt Mølle med vande og enge til Esrum Kloster.
Herefter blev møllen drevet som et almindeligt fæstemål under kronen af kongens tro folk. Siden blev mølleanlægget ved Stenholt udvidet med de velbevarede fiskedamme, kanaler og vandløbssystemer, der helt eller delvist stadig er i funktion. Det er en anlægstype, der tidligere var kendt flere steder i landet.
Første gang Stenholt Mølle helt sikkert nævnes i forbindelse med maling af korn til mel er i 1662, men først fra 1742 foreligger en beskrivelse af anlægget. Møllen brændte flere gange, men er hver gang blevet genopbygget.
Møllen ligger i den 50 hektar store naturfredning fra 1971 omkring Møllekrogen, og er en del af Natura 2000-område nr. 133 Gribskov, Esrum Sø og Snævret Skov og Nationalpark Kongernes Nordsjælland.  Arealet blev i 1988 opkøbt af den almennyttige Dansk Tennisfond, på  betingelse af at at området skulle udlægges som naturreservat, samt gøres tilgængeligt for publikum. Naturstyrelsen – Nordsjælland står for driften af reservatet.